# Endogonopsis
Endogonopsis is een monotypisch geslacht van schimmels behorend tot de familie Diplocystaceae. Volgens de Index Fungorum bestaat het geslacht uitsluitend uit de soort Endogonopsis sacramentarium.